# Рябцев Сергій Васильович
Сергі́й Васи́льович Ря́бцев (нар. 26 серпня 1988 року) — український футболіст, нападник.

## Статистика
| Сезон     | Команда                     | Чемпіонат (голи) | Кубок (голи) | Всього | Голи |
| --------- | --------------------------- | ---------------- | ------------ | ------ | ---- |
| 2008—2009 | Рось                        | 9 (3)            | —            | 9      | 3    |
| 2009—2010 | Рось                        | 19 (5)           | 1 (0)        | 20     | 5    |
| 2010—2011 | Фенікс-Іллічовець / Кремінь | 9 (1) / 7 (6)    | 1 (1)        | 17     | 8    |
| 2011—2012 | Кремінь / Суми              | 16 (6) / 0 (0)   | — / 0 (0)    | 16     | 6    |